# Drame
Drame, hrvatski je web portal posvećen domaćem dramskom pismu. Portal djeluje od 2010. godine, a osnovali su ga hrvatski dramski pisci Ivor Martinić, Maja Sviben, Lana Šarić i Jasna Žmak i producentica Mirta Puhlovski. 
Portal objavljuje hrvatske dramske tekstove, prijevode drama na druge jezike, te organizira niz natječaja i radionica.
Od 2013. godine organiziraju Natječaj za financiranje prijevoda hrvatskih drama na strane jezike.

## Natječaj za prijevode hrvatskih drama
- 2013.

Žiri: Lana Šarić, Maja Sviben, Ivor Martinić

Pobjedničke drame: Tragična smrt ekonomskog analitičara (Vedrana Klepica) i Jerihonska ruža (Diana Meheik)

- 2014.

Žiri: Jasna Žmak, Marina Petković, Lana Šarić

Pobjedničke drame: Radnice u gladovanju (Goran Ferčec) i Susret (Nina Mitrović)

- 2015.

Žiri: Iva Milošević, Diana Meheik, Ivor Martinić

Pobjedničke drame: Kroz sobe (Ivan Vidić) i LIBRETO namijenjen radnicima u osvajanju napuštenih industrijskih postrojenja koji se može pjevati a cappella ili u pratnji radnih mašina, zvukova iz okoline, gradskog limenog orkestra, usne harmonike i šumova koji izlaze iz tvorničkih zidova (Goran Ferčec)

- 2016.

Žiri: Goran Ferčec, Igor Vuk Torbica, Maja Sviben

Pobjedničke drame: Sportsko srce (Jasna Žmak) i Nema života na Marsu (Una Vizek)

- 2017.

Žiri: Jelena Kovačić, Selma Spahić, Lana Šarić

Pobjednička drama: Bijeli bubrezi (Vedrana Klepica)

- 2018.

Žiri: Renata Carola Gatica, Dubravko Mihanović, Ivor Martinić

Pobjednička drama: Ja od jutra nisam stao (Una Vizek)

- 2019.

Žiri: Ivica Buljan, Anica Tomić, Maja Sviben

Pobjednička drama: Ne zaboravi pokriti stopala (Espi Tomičić)

- 2020.

Žiri: Katarina Kolega, Ivan Penović, Lana Šarić

Pobjednička drama: Strah tijela od poda (Katja Grcić)

- 2021.

Žiri: Marina Pejnović, Mirna Rustemović, Ivor Martinić

Pobjednička drama: Crvenmarica (Katja Grcić)

- 2022.

Žiri: Pavlica Bajsić Brazzoduro, Patrik Lazić, Maja Sviben

Pobjednička drama: zaivanaradica@gmail.com (Anja Pletikosa)
- 2023.

Žiri: Vedrana Klepica, Darko Lukić, Lana Šarić

Pobjednička drama: Nestajanje (Tomislav Zajec)
- 2024.

Žiri: Asja Krsmanović, Ivan Plazibat, Ivor Martinić

Pobjednička drama: Brodovi od papira (Emma Kliman)

## Vanjske poveznice
- Drame.hr